# Août 1914 (guerre mondiale)
juillet 1914 - août 1914 - septembre 1914
- 1er août
  - Mobilisation générale dans l'Empire allemand
  - Mobilisation générale en Suisse
  - Déclaration de guerre de l'Allemagne à l'empire russe.

- 2 août
  - Ultimatum du Reich à la Belgique enjoignant au gouvernement de laisser libre passage à l'armée allemande
  - Traité secret d'alliance entre la Triplice d'une part, et l'empire ottoman de l'autre
  - Invasion du Luxembourg par l'Allemagne, sans déclaration de guerre préalable
  - Entrée des Allemands en Pologne russe : occupation de Kalisz, Częstochowa et Będzin
  - Entrée des Russes en province de Prusse-Orientale
  - Bombardement des côtes de l'Algérie par une escadre allemande composée de deux torpilleurs, le Goeben et le Breslau
  - Mort à Joncherey du caporal Jules André Peugeot, premier tué français du conflit
  - Mort à Joncherey du sous-lieutenant Albert Mayer, premier tué allemand du conflit.

- 3 août
  - Rejet par le gouvernement belge des termes de la note allemande du 2 août
  - Déclaration de guerre du Reich à la France
  - Nomination du grand-duc Nicolas généralissime des armées russes
  - Premiers combats sur le front de l'Est dans la région de Libau
  - Note du gouvernement russe au gouvernement royal bulgare lui demandant de se ranger aux côtés des Alliés
  - Début des opérations alliées contre la colonie allemande du Kamerun.

- 4 août
  - Déclaration de guerre du Canada au Reich
  - Vote des crédits de guerre à l'unanimité au parlement français, après un appel de Raymond Poincaré, président de la République, à l'union sacrée
  - Vote des crédits de guerre au Reichstag
  - Discours du chancelier du Reich, Theobald von Bethmann-Hollweg, devant le Reichstag justifiant par les initiatives françaises l'invasion du territoire du grand-duché du Luxembourg, officiellement neutre
  - Ultimatum britannique au gouvernement allemand demandant l'évacuation de la Belgique, en application du traité de Londres de 1839
  - Expulsion du chargé d'affaires français au Luxembourg par le gouvernement de Paul Eyschen sur injonction des autorités d'occupation allemandes
  - Premier jour de la mobilisation générale austro-hongroise
  - début de l'invasion allemande de la Belgique
  - Bombardement de Bône et de Philippeville (Algérie française) par les croiseurs allemands Goeben et Breslau, déployés en Méditerranée
  - Mort à Thimister du lancier Antoine Fonck, premier tué belge du conflit.

- 5 août
  - début du siège de Liège, une des principales forteresses belges
  - Lettre adressée par Sergueï Sazonov à Nikola Pašić lui demandant de négocier une rectification de frontières avec la Bulgarie
  - Premiers contacts entre les Alliés et les diplomates italiens en vue d'obtenir l'entrée en guerre de l'Italie aux côtés des Alliés.

- 6 août
  - Déclaration de guerre de la double monarchie à la Russie
  - Bombardement aérien de Liège par un Zeppelin
  - Premières escarmouches le long de la frontière entre la double monarchie et le Monténégro, allié à la Serbie
  - Échec austro-hongrois à Obrenovac, dans la région de Belgrade.

- 7 août
  - Oskar Potiorek est investi des fonctions de commandant en chef dans les Balkans
  - Offensive serbe en Bosnie-Herzégovine
  - La gendarmerie néerlandaise, dernière garante du maintien sur le trône albanais du prince Vidi, quitte l'Albanie ; la principauté devient le théâtre d'une lutte d'influence entre la Serbie et le Monténégro d'une part, et la double monarchie de l'autre ayant pour but le contrôle du territoire albanais.

- 8 août
  - Vote des crédits de guerre à la Douma en Russie
  - Adoption par le parlement britannique des lois sur la défense du royaume (DORA, Defence of the Realm Act) mettant en place le couvre-feu, la censure de la presse, et les cours martiales pour juger les civils suspectés d’intelligence avec l’ennemi
  - Expulsion du chargé d'affaires belge au Luxembourg par le gouvernement de Paul Eyschen à la demande des autorités d'occupation allemandes
  - Bombardement naval du port monténégrin d'Antivari par des navires austro-hongrois
  - Occupation de Mulhouse par les troupes françaises.

- 9 août
  - Envoi par le gouvernement russe d'une note au gouvernement bulgare lui demandant de se déclarer officiellement neutre.

- 10 août
  - les croiseurs allemands Goeben et Breslau atteignent les Dardanelles. Guidés par un croiseur ottoman à travers les champs de mines, les deux bâtiments allemands se réfugient en Mer Noire, en contravention avec les actes de la conférence de Paris
  - Évacuation de Mulhouse par les troupes françaises.

- 11 août
  - Déclaration de guerre de la double monarchie à la France.

- 12 août
  - Mobilisation générale en Russie
  - Combat de cavalerie à Halen : arrêt temporaire de l'avance allemande en Belgique
  - Début des opérations terrestres menées par l'armée austro-hongroise contre la Serbie
  - Conquête de Kielce par les forces de Józef Piłsudski, commandant des troupes polonaises au service de l'armée austro-hongroise
  - Note du gouvernement bulgare à l'ensemble des belligérants déclarant officiellement la neutralité du royaume
  - Envoi par les Alliés de notes au gouvernement ottoman, lui demandant de neutraliser le Goeben et le Breslau et de renvoyer leur équipage en Allemagne. Ces démarches diplomatiques inaugurent deux mois de tractations diplomatiques entre l'empire ottoman et les Alliés.

- 14 août
  - Bombardement aérien des hangars à dirigeables allemands près de Metz.

- 15 août
  - Échec allemand à Dinant (voir également ceci)
  - Début des opérations de l'armée commune au Monténégro
  - Création de l'office impérial des matières premières, afin de permettre une meilleure planification de l'allocation des ressources en matières premières dans le Reich
  - Envoi d'un ultimatum japonais au Reich sommant les Allemands de restituer leurs territoires à bail en Chine avant le 15 septembre.

- 16 août
  - Reddition de la garnison belge de Liège
  - Début du siège de Namur
  - Combat d'Antivari : victoire française, le croiseur austro-hongrois Zenta, principal bâtiment de la force austro-hongroise engagée, est coulé
  - Transfert des croiseurs allemands Goeben et Breslau à l'empire ottoman : rebaptisés, ils restent néanmoins confiés à des équipages et sous commandement allemands.

- 17 août
  - Bataille de Stallupönen en province de Prusse-Orientale, victoire mineure des Allemands sur les Russes
  - Bataille du Cer : victoire serbe sur les troupes austro-hongroises engagées en Serbie.

- 19 août
  - Entrée des troupes allemandes à Bruxelles
  - premier vol de reconnaissance militaire effectué par Roland Garros
  - Proclamation de la neutralité des États-Unis par le président Woodrow Wilson
  - Signature du traité d'alliance entre le royaume de Bulgarie et l'empire ottoman : les deux monarchies proclament leur neutralité et concluent une alliance défensive.

- 20 août
  - victoire allemandes à Morhange : arrêt de l'offensive française en Lorraine.

- 21 août
  - Début des opérations autour de Charleroi : au terme de deux journées de combat, les troupes françaises se replient
  - Défaite austro-hongroise à Jadar face à l'armée serbe
  - Mort du soldat John Henry Parr, supposé le premier tué britannique du conflit.

- 22 août
  - Bataille de Rossignol en Belgique : victoire allemande lors d'une bataille de rencontre entre les unités coloniales françaises et la Ve armée allemande
  - Évacuation du territoire monténégrin par l'armée austro-hongroise
  - Organisation de la légion polonaise, commandée par Józef Piłsudski, alors au service des puissances centrales.

- 23 août
  - Bataille de Mons, victoire tactique britannique
  - Bataille de Tarcienne : mort du prince Frédéric-Jean de Saxe-Meiningen
  - Massacre de civils belges par les troupes allemandes dont le sac de Dinant
  - Bataille de Krasnik, victoire mineure des Austro-Hongrois sur les Russes
  - Autorisation donnée par Roland Garros à son observateur, De Bernis, de faire feu au pistolet sur un appareil allemand
  - Refus des termes de l'ultimatum japonais au Reich du 15 août : le Japon déclare la guerre au Reich
  - Retraite de la 5e armée française, engagée à proximité de Charleroi : Charles Lanrezac ordonne la retraite de son armée, encerclée sur trois côtés ; cette retraite stratégique participe à l'échec du plan Schlieffen.

- 24 août
  - Reddition des forces belges encerclées à Namur
  - Bataille de Komarów, victoire tactique austro-hongroise : l'absence d'exploitation empêche l'armée commune de transformer ce succès tactique en une victoire stratégique
  - bataille du Cer : victoire serbe face aux unités austro-hongroises déployées face à l'armée serbe.

- 25 août
  - Atterrissage forcé d'un appareil allemand derrière les lignes alliés ; première victoire aérienne de la Grande Guerre obtenue par trois avions de chasse britanniques
  - Envoi de télégrammes du gouverneur du Togo, Hans Georg von Doering, aux gouverneurs des colonies françaises et britanniques voisines proposant la neutralisation du Togoland pour la durée du conflit.

- 26 août
  - Victoire française dans la Trouée de Charmes, à proximité de Verdun : échec de la tentative allemande de percée en Lorraine
  - Bataille du Cateau : Le corps expéditionnaire britannique parvient à stopper momentanément les troupes allemandes en route vers Nancy
  - Bataille de Tannenberg, victoire majeure des Allemands qui écrasent la 2e armée russe
  - Début de la Bataille de Lemberg (Lviv), victoire majeure des Russes sur les Austro-Hongrois qui abandonnent la Galicie orientale et la Boucovine
  - Victoire russe dans le combat naval de l'île d'Odensholm : à cette occasion, les Russes repêchent les codes utilisés par la marine de guerre allemande , puis les transmettent aux Alliés
  - Reddition du gouverneur du Togoland après que ses propositions de neutralisations de la colonies aient été repoussées par les Alliés.

- 27 août
  - Mise en place d'un blocus autour de Tsingtao, principale concession allemande en Chine.

- 28 août
  - Début du siège de Maubeuge : intenses bombardements allemands sur les forts qui défendent la ville
  - Bataille navale de Heligoland, première bataille navale de la Première Guerre mondiale.

- 29 août
  - Victoire tactique et stratégique française à Guise
  - Installation du gouvernement français à Bordeaux
  - Envoi conjoint franco-anglo-russe d'une note à la Serbie demandant au gouvernement serbe de fixer les buts de guerre du royaume de Belgrade.

- 30 août
  - Premier bombardement aérien de Paris par les Allemands.